# Ardenna
Ardenna is een geslacht van vogels uit de familie van de stormvogel- en pijlstormvogels (Procellariidae). De wetenschappelijke naam van het geslacht is voor het eerst geldig gepubliceerd in 1853 door Ludwig Reichenbach.

## Soorten
De volgende soorten zijn bij het geslacht ingedeeld:
- Ardenna bulleri – Bullers pijlstormvogel
- Ardenna carneipes – Australische grote pijlstormvogel
- Ardenna creatopus – Chileense grote pijlstormvogel
- Ardenna gravis – Grote pijlstormvogel
- Ardenna grisea – Grauwe pijlstormvogel
- Ardenna pacifica – Wigstaartpijlstormvogel
- Ardenna tenuirostris – Dunbekpijlstormvogel